# Nanzhuang (Miaoli)
Nanzhuang (chinesisch 南庄鄉, Pinyin Nánzhuāng Xiāng) ist eine Landgemeinde (鄉,  Xiāng) im Landkreis Miaoli in der Republik China (Taiwan).

## Beschreibung
Nanzhuang (wörtl. ‚südliches Dorf‘) liegt im Landesinneren des Landkreises Miaoli, etwa 10 bis 15 km Luftlinie von der Küste entfernt. Das Gemeindegebiet ähnelt von der Form ungefähr einem Rechteck der Kantenlänge 12,5 × 13,5 km mit einem zipfelförmigen 5 Kilometer langen Ausläufer nach Westen. Die angrenzenden Gemeinden sind im Landkreis Miaoli Sanwan im Nordwesten, Shitan im Südwesten, Tai’an im Süden, sowie im angrenzenden Landkreis Hsinchu Wufeng im Osten, Beipu und Emei, beide im Norden. Der 492 m hohe Berg Shitoushan (獅頭山,  Shītóushān – „Löwenkopfberg“, ) bildet die natürliche Grenze zu Emei.
Nanzhuang ist durch Bergland geprägt, wobei die durchschnittliche Höhe über dem Meeresspiegel von Nordwesten nach Südosten hin zunimmt. In den Tälern gibt es nur wenige Ebenen. Größtes Fließgewässer ist der Zhonggangxi (中港溪,  Zhōnggǎng xī, 溪,  Xī – „kleiner Fluss, Bach“), der nördlich des 2616 m hohen Bergs Luchangdashan (鹿場大山,  Lùchǎng dàshān – „Großer Hirschfeldberg“, ) in der südöstlichen Ecke Nanzhuangs entspringt.

## Geschichte
Die ursprünglichen Bewohner des Gebiets waren indigene Ethnien der Saisiyat und der Atayal. In den ersten 1 ½ Jahrhunderten der Qing-Herrschaft gehörte das abgelegene Nanzhuang zu den „Eingeborenengebieten“, in denen Han-Chinesen die dauerhafte Ansiedlung verboten war. Das Verbot war durch die Qing-Autoritäten ausgesprochen worden, um Konflikte mit den kriegerischen Stämmen im Landesinneren zu vermeiden. Eine erste dauerhafte han-chinesische Siedlung etablierte sich ab dem Jahr 1816 zur Zeit der Herrschaft Daoguangs. Danach ließen sich immer mehr Han-Chinesen im Land nieder und die indigene Bevölkerung wurde entweder assimiliert oder weiter nach Osten abgedrängt. In der Endphase der Qing-Herrschaft wurde 1887 der Landkreis Miaoli eingerichtet, der damals ein wesentlich größeres Gebiet als heute umfasste, und Nanzhuang wurde Teil des Landkreises. Zur Zeit der japanischen Herrschaft über Taiwan (ab 1895) wurde das Gebiet systematisch immer weiter administrativ durchdrungen, wobei es zu zahlreichen Auseinandersetzungen mit der autochthonen Bevölkerung kam. 1920 erfolgte eine großangelegte Verwaltungsreform und Nanzhuang wurde als Dorf im Kreis Zhunan (竹南郡) in der Präfektur Shinchiku (新竹州) organisiert. 1937 wurden Steinkohlevorkommen in Nanzhuang entdeckt, mit deren Abbau später begonnen wurde. Nach der Übernahme Taiwans durch die Republik China im Jahr 1945 wurde 1946 die Landgemeinde (鄉,  Xiāng) Nanzhuang gebildet. 1950 kam Nanzhuang zum neu gegründeten Landkreis Miaoli.

## Bevölkerung
Wie im übrigen Landkreis Miaoli setzt sich die Bevölkerung zu einem großen Teil aus Hakka zusammen (ca. 80 %). Etwa 1,5 % der Bevölkerung wird von Hoklo (Min-Sprechern) gebildet. Angehörige indigener Völker (vor allem Atayal und Saysiat, letztere überwiegend in den Dörfern Donghe und Penglai) machen etwa 20 % aus. (Ende 2018 nach offizieller Zählung 2120 Personen). Die Bevölkerungszahl nahm nach dem Zweiten Weltkrieg zunächst stetig zu und erreichte im Jahr 1967 mit 25.000 einen Höhepunkt. Danach nahm sie nahezu kontinuierlich ab.
| Gliederung Nanzhuangs |
|                       |

## Verwaltungsgliederung
Ab 1946 war Nanzhuang in 10 Dörfer eingeteilt. Das Dorf Fengmei (風美村) wurde jedoch im Jahr 1976 aus Gründen der schlechten verkehrsmäßigen Erreichbarkeit und geologischer Instabilität der Gegend als Siedlung aufgegeben und administrativ mit dem Nachbardorf Nanjiang vereinigt. Seither ist Nanzhuang in 9 Dörfer (村,  Cūn) gegliedert:
1 Yuanlin (員林村)

2 Nanfu (南富村)

3 Shishan (獅山村)

4 Tianmei (田美村)

5 Dong (東村)

6 Bei (西村)

7 Nanjiang (南江村)

8 Penglai (蓬萊村)

9 Donghe (東河村)

## Verkehrsverbindungen

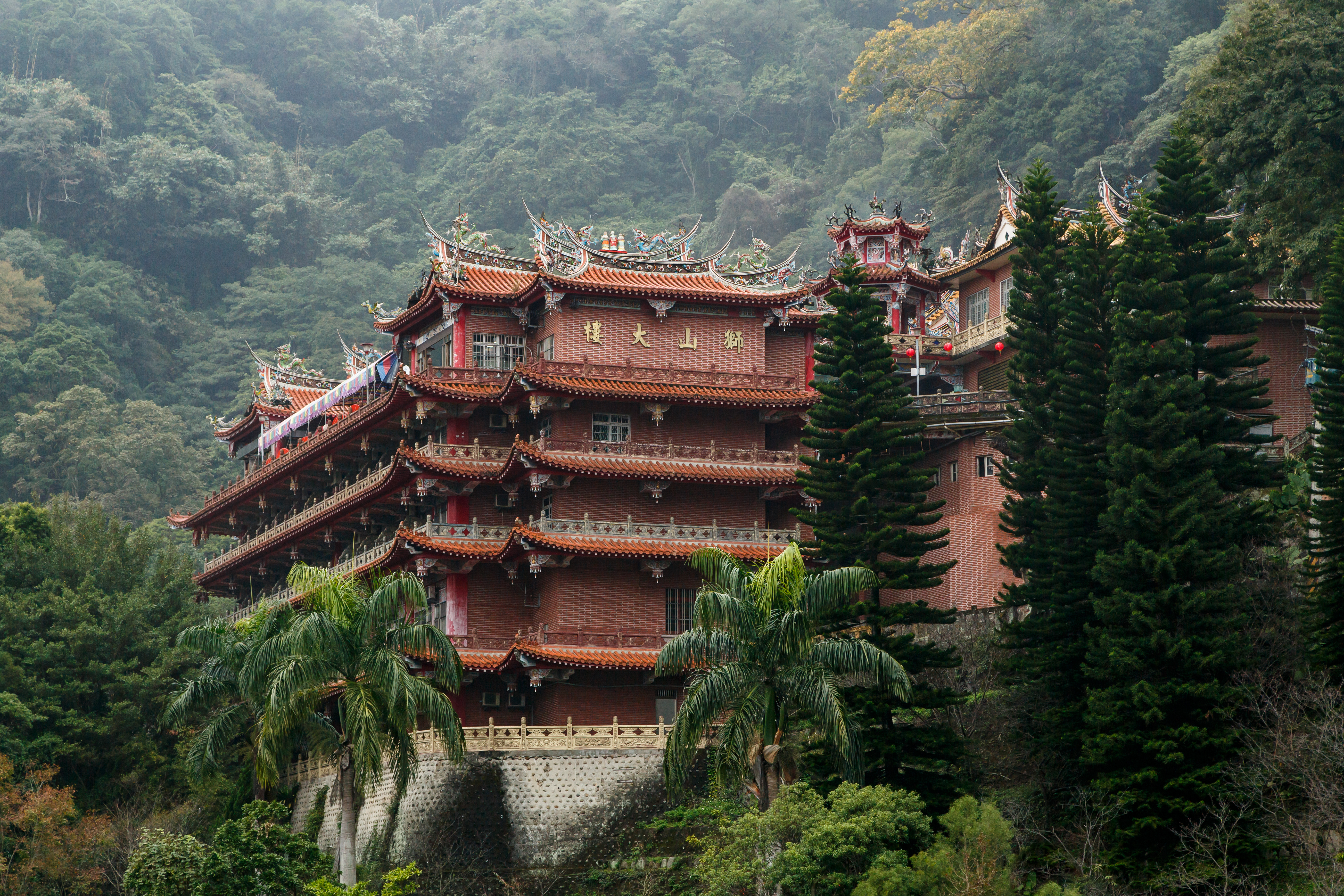
Gästehaus des Quanhua-Tempels

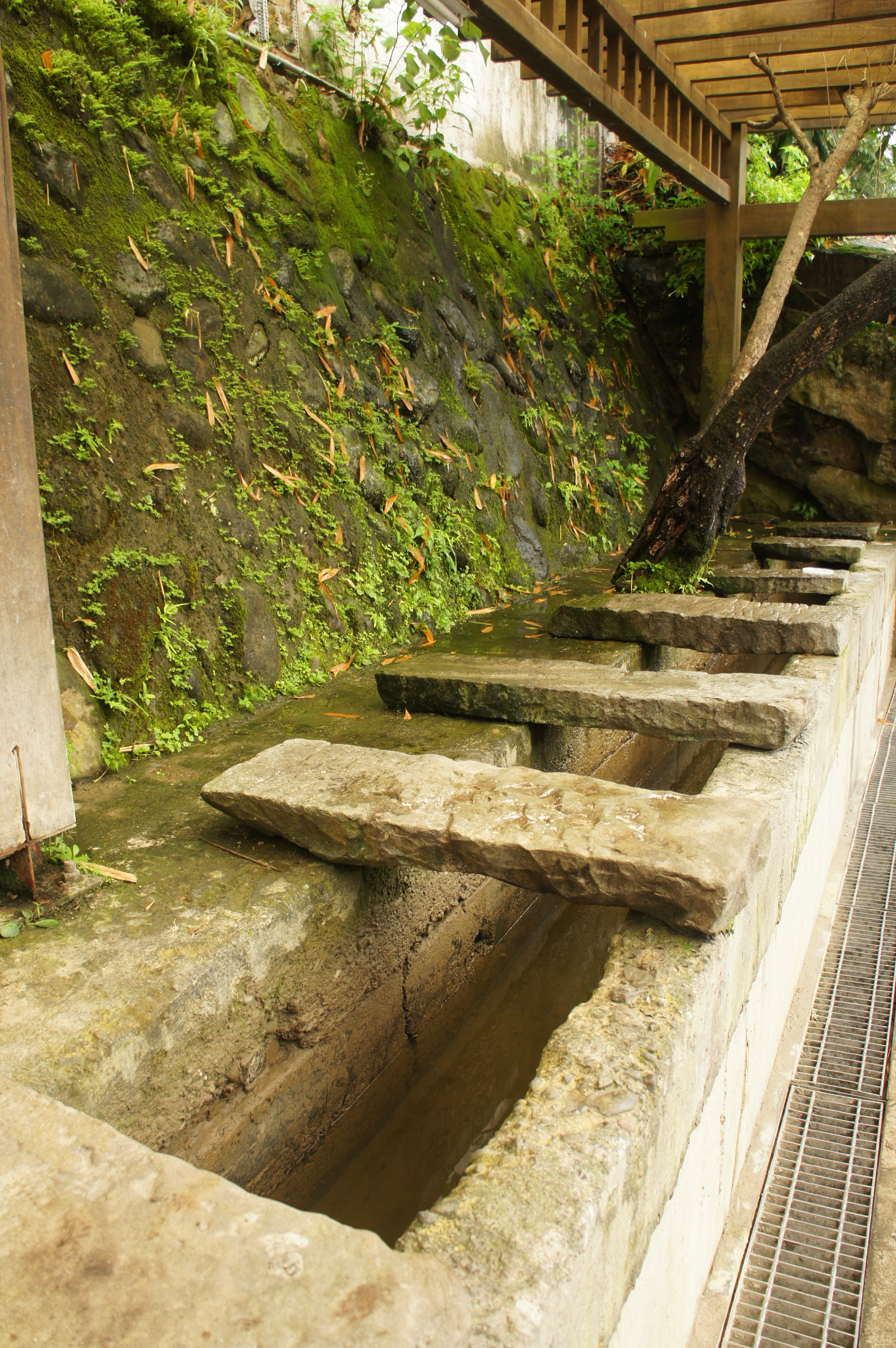
Historische Waschstraße im „Ost-Dorf“

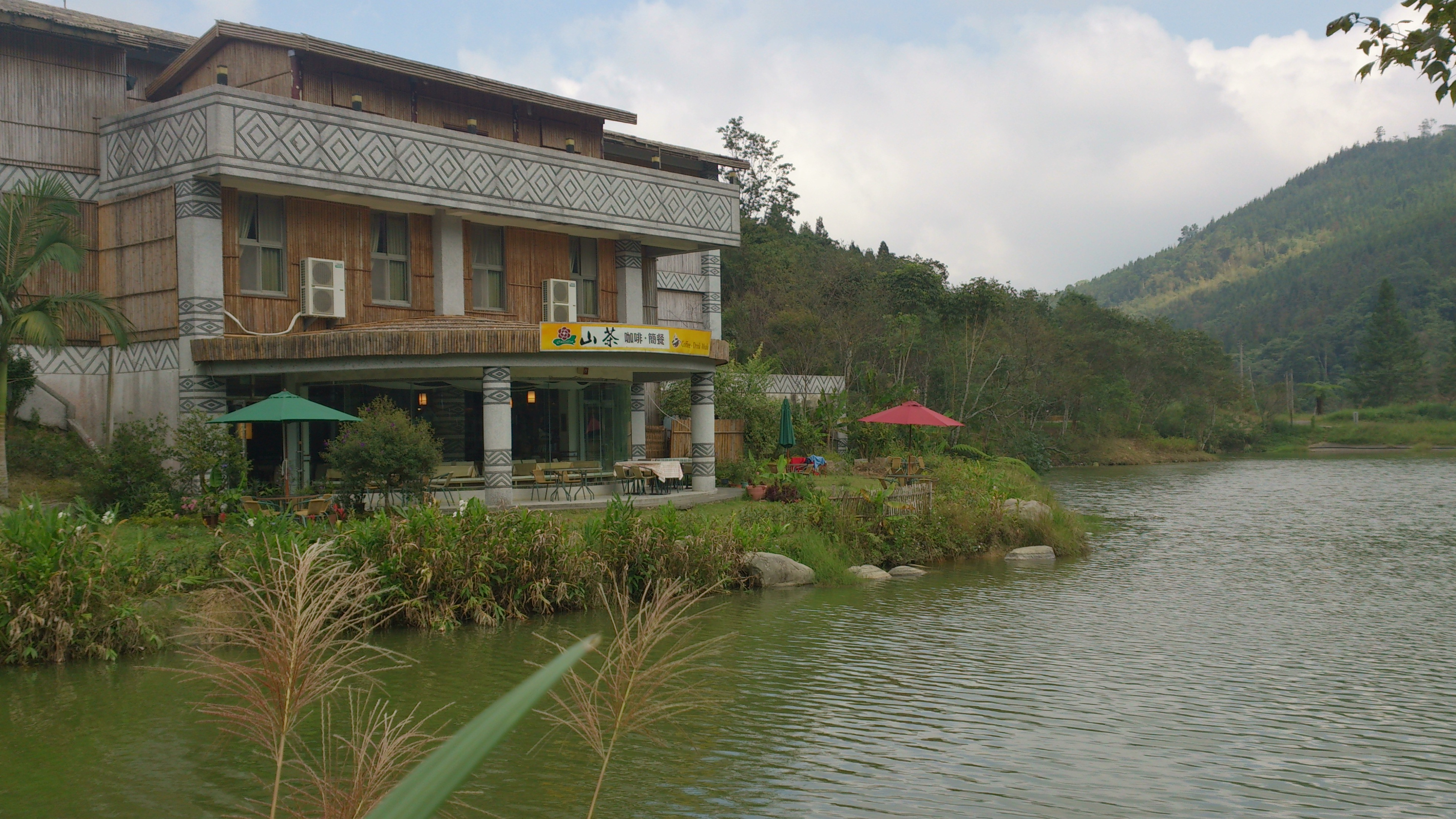
Saysiyat-Volksmuseum

Nanzhuang liegt abseits der größeren Verkehrswege. Einzige größere Straße ist die Kreisstraße 124, die am westlichen Rand Nanzhuangs von Norden nach Süden zieht. Eisenbahnanschlüsse bestehen westlich von Nanzhuang in Zhunan und in Toufen. Autobahnanschlüsse gibt es ebenfalls westlich von Nanzhuang in Toufen (Nationalstraße 1) sowie in Shitan und Sanwan (Nationalstraße 3). Im äußersten Westen streift die Provinzstraße 3 kurz das Gebiet von Nanzhuang.

## Wirtschaft
Aufgrund der geringen Bevölkerungsdichte und der peripheren Lage Nanzhuangs haben sich nur wenige Gewerbe- und Industriebetriebe (Elektrotechnik, Papierherstellung) angesiedelt. In früheren Zeiten wurde in der Gegend Steinkohle im Bergbau gewonnen, was jedoch wegen Unrentabilität eingestellt wurde. Haupterwerbsquellen sind Land- und Forstwirtschaft. Die wirtschaftliche Nutzung der Wälder Nanzhuangs begann zur Zeit der japanischen Herrschaft (ab 1895). Damals wurden in größerem Stil Kampferbaumpflanzungen angelegt. In neuerer Zeit ist man um eine nachhaltige und bestandsschonende Nutzung der Waldressourcen bemüht, die auch die Interessen der indigenen Bevölkerung einbinden will. Das Gemeindegebiet umfasst ungefähr 9000 ha Waldfläche und etwa 1700 ha landwirtschaftliche Nutzfläche. Forstwirtschaftlich werden vor allem Spießtannen, Phyllostachys reticulata (eine Bambus-Art), Holzölbäume u. a. m. angepflanzt und genutzt. Die Bauern werden staatlicherseits dazu angehalten, landwirtschaftliche Produkte zu kultivieren, die sich mit der bergigen Topografie und der Ökologie der Gegend vertragen. Dazu zählen Shiitake-Pilze, verschiedene Gemüse, Zierblumen, Knollen-Ziest („chinesische Artischocke“), sowie Aspidistra elatior, eine Zierpflanze aus der Gattung der Schusterpalmen, u. a. Von zunehmender wirtschaftlicher Bedeutung ist der Tourismus.

## Besonderheiten
Die Hauptsehenswürdigkeiten in Nanzhuang liegen im Bereich der Natur. Zusätzlich kann die Kultur der indigenen Bevölkerung erlebt werden. Nanzhuang wird als Teil des Landschaftsgebiets Shitou-Gebirge (獅頭山國家風景區,  Shītóushān guójiā fēngjǐng qū) vor allem für Wanderungen touristisch beworben. Einige ältere Straßenzüge in Nanzhuang sind noch gut erhalten und laden zum Straßenbummel ein. Der Berg Shitoushan (獅頭山) im Dorf Shishan ist ein Ziel von Touristen. In der Umgebung befinden sich mehrere daoistische und buddhistische Tempel, darunter der teilweise in eine natürliche Felshöhle hineingebaute, reichhaltig ausgestattete daoistische Quanhua-Tempel (勸化堂,  Quànhuà táng, ), in dem Yu Di, der „Jadekaiser“ verehrt wird.
Weitere Besucherziele in Nanzhuang sind z. B. im Dorf Dong die 2009 erbaute, 154 m lange Kangji-Hängebrücke (康濟吊橋, ), eine Fußgängerbrücke über das Flusstal des östlichen Zuflusses des Zhonggangxi und die historische „Waschstraße“. Eine weitere Fußgänger-Hängebrücke über dasselbe Flusstal, die 166 m lange Donghe-Hängebrücke (東河吊橋, ), liegt weiter östlich im Dorf Donghe. Ebenfalls in Donghe befindet sich das 2002 erbaute Saysiyat-Volksmuseum (賽夏族民俗文物館 am Xiangtan-See (向天湖), ), das der Kultur der Saysiyat gewidmet ist.

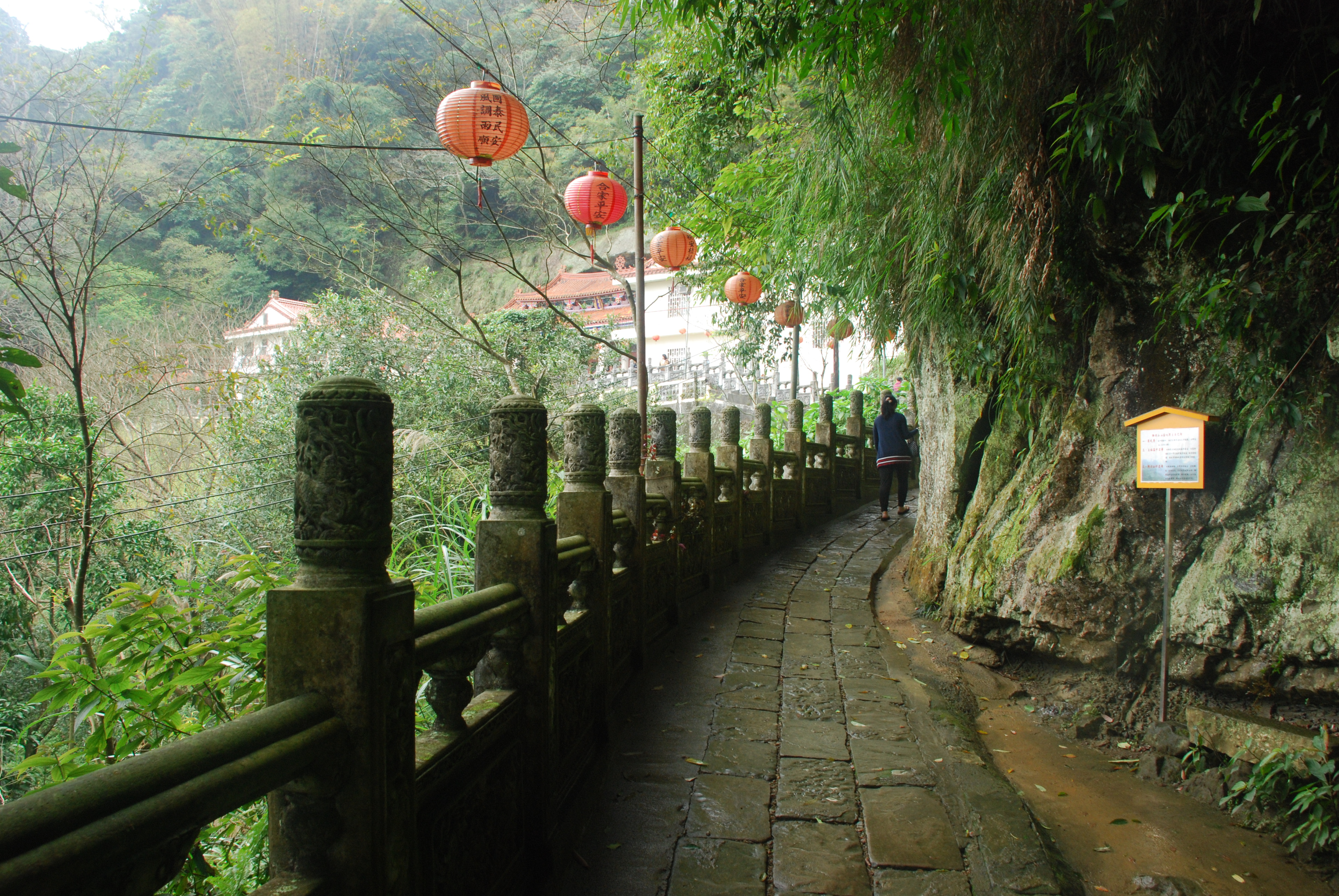
Weg im Dorf Shishan
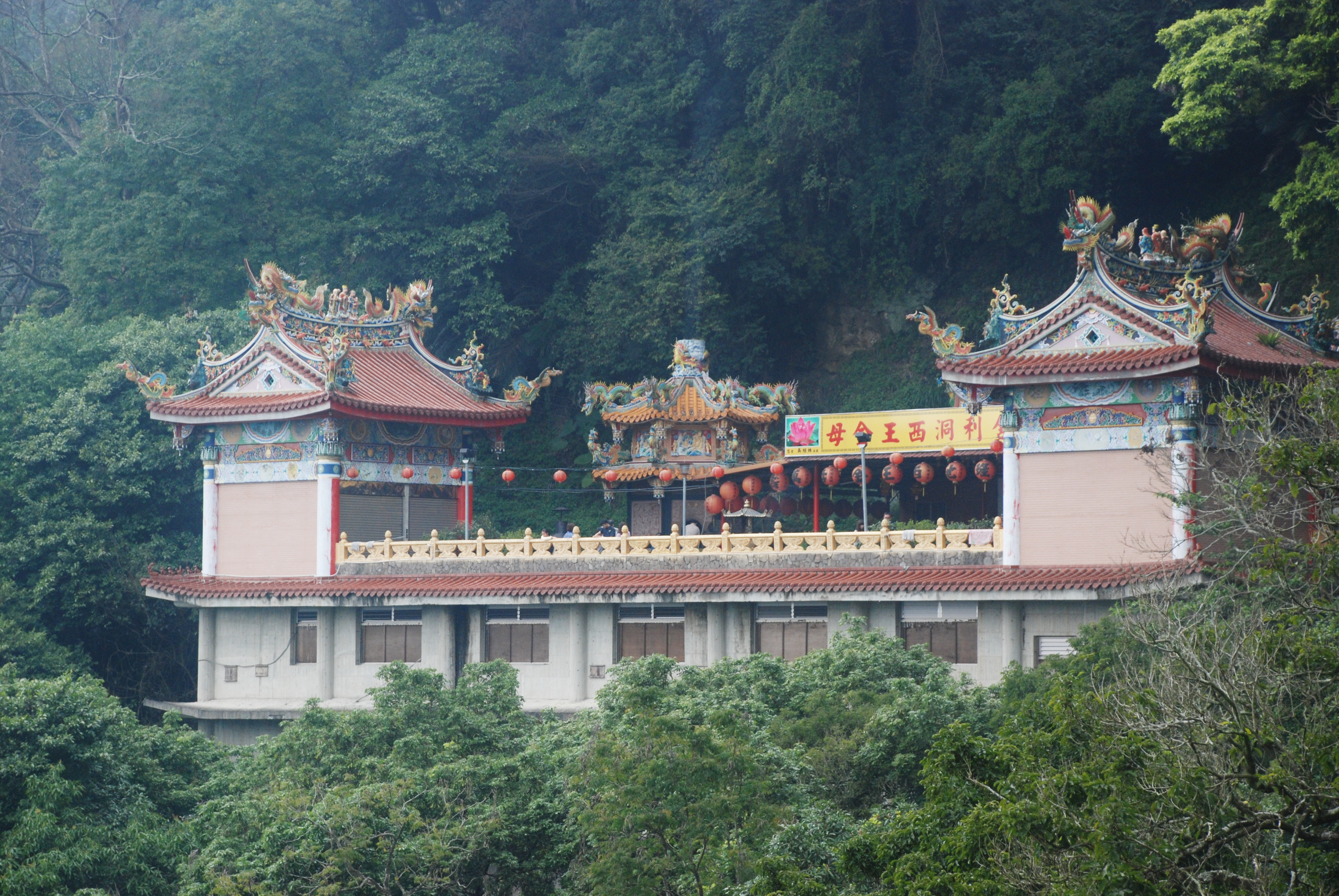
Gebäude in Shishan
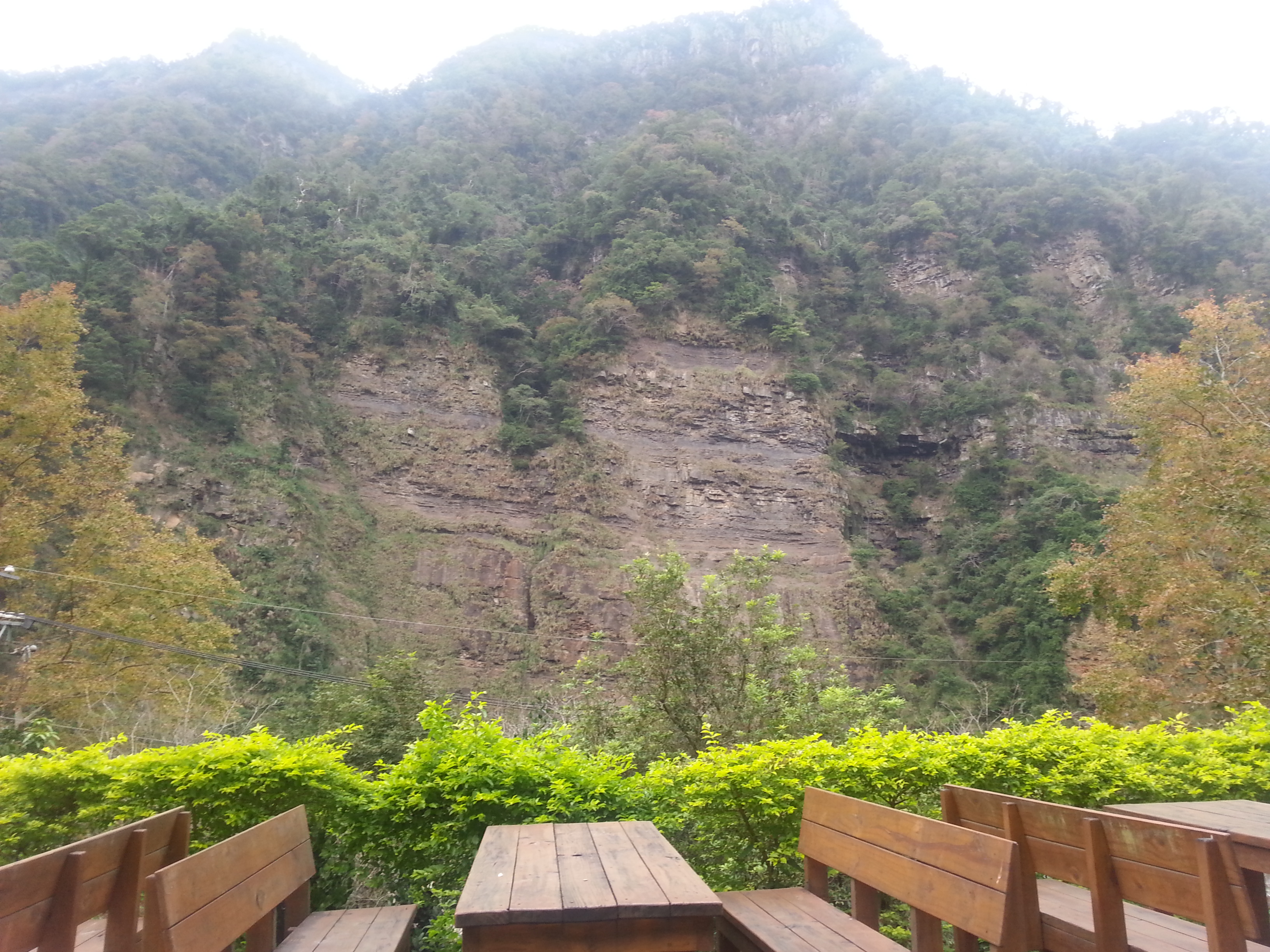
Felsformation